# Yang di-Pertua Negeri
Yang di-Pertua Negeri (wörtlich „Der, der zum Ersten des Staates gemacht wurde“ in Malaiisch) ist der offizielle Titel des zeremoniellen Staatsoberhaupts der malaysischen Bundesstaaten ohne eigene Herrscherfamilie, also Penang, Malakka, Sabah und Sarawak. Sie werden vom Yang di-Pertuan Agong (Oberster Herrscher), dem König von Malaysia, auf Vorschlag des Premierministers für eine verlängerbare Amtszeit von vier Jahren ernannt.
Vor 1976 wurden die Staatsoberhäupter von Penang, Malacca und Sarawak als Governor (englisch für Gouverneur) und Yang di-Pertua Negeri in Malaiisch bezeichnet, wohingegen das Staatsoberhaupt von Sabah in beiden Sprachen mit Yang di-Pertua Negara betitelt wurde.
Singapur hatte, als es 1959 unter britischer Souveränität eine eigene Regierung bekam, ebenfalls einen Yang di-Pertuan Negara. Auch als Singapur zwischen 1963 und 1965 Teil von Malaysia war, wurde der Titel weiterhin vom Gouverneur des Staates benutzt. Erst mit der Unabhängigkeit Singapurs im Jahr 1965 wurde der Titel abgeschafft.
Seit 1976 werden die Staatsoberhäupter von Penang, Malacca, Sabah und Sarawak in beiden Sprachen als Yang di-Pertua Negeri betitelt.
Ein Yang di-Pertua Negeri darf den Namenszusatz Tuan Yang Terutama (T.Y.T.) oder, in Englisch, His Excellency („Seine Exzellenz“) führen.

## Derzeitige Yang di-Pertua Negeri
Folgende Yang di-Pertua Negeri sind derzeit im Amt (Stand Dezember 2023):
| Bundesstaat | amtierender Yang di-Pertua Negeri | Beginn der Amtszeit | Liste aller Amtsinhaber                     |
| ----------- | --------------------------------- | ------------------- | ------------------------------------------- |
| Malakka     | Mohd Ali Rustam                   | 4. Juni 2020        | Liste der Yang di-Pertua Negeri von Malakka |
| Penang      | Ahamd Fuzi Abdul Razak            | 1. Mai 2021         | Liste der Yang di-Pertua Negeri von Penang  |
| Sabah       | Juhar Mahiruddin                  | 1. Jan. 2011        | Liste der Yang di-Pertua Negeri Sabah       |
| Sarawak     | Abdul Taid Mahmud                 | 1. Mai 2014         | Liste der Yang di-Pertua Negeri von Sarawak |